# Association internationale du théâtre pour l’enfance et la jeunesse

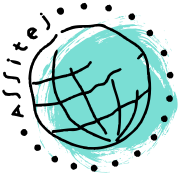
Logo de l'ASSITEJ International.

L'Association internationale du théâtre pour l'enfance et de la jeunesse, ou ASSITEJ,  a été créée en 1965 à Paris pour tisser des liens entre les professionnels impliqués dans le théâtre pour les enfants et les jeunes. 

## Histoire et implantation
L'association a été créée en 1965 pour tisser des liens entre des compagnies théâtrales et des lieux, proposant pour les jeunes des spectacles vivants, avec un but artistique, éducatif, ou humanitaire. Elle veut faciliter dans le monde entier l'accès et l'échange d'idées et de traditions culturelles pour les professionnels impliqués dans toutes les formes de spectacle vivant pour les enfants et les jeunes. 
Elle est présente dans près de 100 pays. Elle compte 80 centres nationaux, ainsi que 6 réseaux thématiques transversaux : l'International Inclusive Arts Network (IIAN), l'International Theatre for Young Audiences Research Network (ITYARN, recherche scientifique), Next Generation (Développement professionnel), Small Size (spectacles pour la petite enfance), Write Local, Play Global (Écritures théâtrales jeunesse), the Young Dance Network (danse), 
Les congrès mondiaux de cette association ont eu lieu notamment à La Haye, Varsovie, Prague, Lyon, Madrid, Montréal, Berlin, Adelaide, Séoul, Rostov-sur-le-Don, Tromsø, Venise, Albany, etc.,,.
ASSITEJ possède un centre français : Scènes d'enfance - ASSITEJ France. Son siège social est basé à l'ONDA au 13 rue Henri Monnier à Paris.

### Missions
Les missions actuelles de l'ASSITEJ sont : 
- L'unification des théâtres, des organisations, des personnes qui, à travers le monde, font du théâtre et des autres formes d'arts vivants pour les enfants et les jeunes.
- La défense des droits à l'art, à la culture, et à l'éducation, pour tous les enfants dans le monde, sans distinction de nationalité, d'identité culturelle, de capacité ou de handicap, de sexe, d'orientation sexuelle, d'ethnie ou de religion.

## ASSITEJ-France

### Principales dates et réalisations
1957 : Création de l'Association du Théâtre pour l'Enfance et la Jeunesse (ATEJ) 
1960 : Création, à Lyon, du Théâtre des Jeunes Années. 
1965 : Création à Paris, par l'ATEJ et des représentants de 11 autres pays, de l'Association Internationale du Théâtre de l'Enfance et de la Jeunesse (ASSITEJ).
1975 : Fondation de la collection des "Cahiers du Soleil Debout" et de ses éditions "Très Tôt Théâtre", qui publient des textes de théâtre jeunesse.
1979 : Création de six Centres dramatiques nationaux pour l'enfance et la jeunesse (CDNEJ), à Caen, Montreuil, Lille, Lyon, Sartrouville, Strasbourg.
1999 : Fin des CDNEJ.
2004 : Création de l'association Scène(s) d'enfance et d'ailleurs.
2009 : Publication, par Scène(s) d'enfance et d'ailleurs, de l'étude "Photographie d'une dynamique fragile" sur les conditions de production et de diffusion du jeune public en France, réalisée avec le  soutien du Ministère de la Culture et de la Communication.
2011 : Création de l'ASSITEJ France, nouveau Centre national français de l'ASSITEJ.
2012 : Colloque «  Le jeune public à l'âge de la maturité » rassemblant 400 professionnels au théâtre Monfort.
2013 : Annonce par la ministre de la Culture et de la Communication du Projet « La Belle saison avec l’enfance et la jeunesse »
2014 - Mai : Annonce par la ministre de la Culture et de la Communication du Projet « La Belle saison avec l’enfance et la jeunesse »
2014 - Juillet - 2015 - décembre : « La Belle Saison » avec l’enfance et la jeunesse – plus de 1000 projets voient le jour sur l’ensemble du territoire et à l’étranger.
2015 - avril : « Les Dits de Nantes » : 10 priorités pour le jeune public
2015 - 8 décembre : Annonce officielle du plan « Génération Belle Saison » (2016 – 2020) par le ministère de la Culture et de la Communication.
2015 - 15 décembre : Création de Scènes d’enfance – ASSITEJ France, fusion des associations Scènes d’enfance(s) et d’ailleurs et ASSITEJ – France.
2017 - mars : Signature de la Convention pluriannuelle d’objectifs et de moyens, entre le Ministère de la culture et de la communication et Scènes d’enfance – ASSITEJ France.
Forum “Arts vivants, enfance et jeunesse“, a Nantes, dans le cadre du festival Petits et Grands.
Présentation du “Manifeste pour une véritable politique artistique et culturelle de l’enfance et de la jeunesse“, par Scènes d’enfance – ASSITEJ France, et 6 associations nationales d’éducation artistique et populaires : l’Association Nationale de Recherche et d’Action Théâtrale (ANRAT), Enfance et Musique, la Fédération des Usagers du Spectacle Enseigné (FUSE), les Jeunesses Musicales de France, la Ligue de l’Enseignement, et l’Office Central de Coopération à l’Ecole (OCCE).
2017 - novembre : Assises Arts vivants, enfance et jeunesse, à Paris.
2017 - 2019 : Le Tour d’enfance : un parcours de 18 mois, à travers les plateformes et les réseaux animés par les professionnel/le/s du jeune public en régions.